# Уран – Тал
Уран – Тал – індійська газопровідна система, яка забезпечує постачання природного газу до ряду великих підприємств на південь від Мумбаї.
В 1978-му поблизу Мумбаї почав роботу  газопереробний завод Уран, видачу продукції якого передусім організували на північ до промислової зони Тромбей. В подальшому розпочали поставки і у південному напрямку, для чого проклали газопровід завдовжки 20 км з діаметром 650 мм до Тал, де у 1985-му запустили в роботу завод азотних добрив. При цьому Тал став хабом, звідки розходяться відгалуження до інших великих споживачів:
- на південь до Салав, де у 1993-му запустили металургійний комбінат, що використовував технологію прямого відновлення заліза (наразі належить JSW Steel). Тут проклали лінію завдовжки 28 км з діаметром 300 мм;
- довжиною 34 км, що прямує на південний схід до Наготане, де з 1990-го ввели в дію нафтохімічний майданчик, який включає установку парового крекінгу, численні похідні виробництва та власну ТЕЦ; 
- на схід до Долві, де у 1994-му запустили ще один металургійний комбінат з технологією прямого відновлення заліза (наразі також належить JSW Steel). На цьому напрямку проклали лінію завдовжки 20 км з діаметром 300 мм, крім того, її подовжили на 6 км в діаметрі 100 мм до заводу плитки компанії H & R Johnson.
В 1999 році в районі на південний схід від Тал почав роботу газопереробний завод Усар, роботу якого обслуговували дві нитки завдовжки по 20 км – Тал – Усар в діаметрі 650 мм (подавала на переробку газ, багатий на гомологи метану) і Усар – Тал в діаметрі 500 мм (повертала назад до системи метан-етанову фракцію).
З 2009-го газопровідна система отримала друге джерело подачі природного газу із трубопроводу Дахедж – Дабхол через перемичку Амбеваді – Усар.